# Leith Mullings
Leith Patricia Mullings (* 8. April 1945 in Mandeville, Jamaika; † 13. Dezember 2020) war eine US-amerikanische Anthropologin. Sie unterrichtete als Distinguished Professor für Anthropologie am Graduate Center der City University of New York (CUNY).

## Leben
Leith Mullings war das älteste von fünf Kindern von Hubert und Lillieth Mullings († 1987). Sie studierte am Queens College, City University of New York und an der University of Chicago, wo sie ihren Master sowie 1975 ihren Ph.D. in Anthropologie erhielt. Mullings lehrte nun an der Yale University und an der Columbia University. Ab 1981 wurde sie am City College der City University of New York tätig. 1988 wechselte sie an das Graduate Center und wurde zur Professorin berufen. Ihre vier Geschwister schlugen ebenfalls eine akademische Laufbahn ein.
Leith Mullings war 1998 ein Gründungsmitglied des Black Radical Congress. Sie veröffentlichte mehrere Bücher und war Koautorin bei mehreren Büchern ihres Mannes, des Historikers Manning Marable.
Mulling war von 2011 bis 2013 Präsidentin der American Anthropological Association.

## Veröffentlichungen (Auswahl)
als Autorin
- Therapy, Ideology and Social Change. Mental Healing in Urban Ghana. University Press, Berkeley, Calif. 1984, ISBN 0-520-04712-5.
- Cities of the United States. Studies in Urban Anthropology. University Press, New York 1987, ISBN 0-231-50000-3.
- On Our Own Terms. Race, Class and Gender in the Lives of African American Women. Routledge, New York 1997, ISBN 0-415-91285-7.
- Stress and Resilience. The Social Context of Reproduction in Central Harlem. Kluwer Academic Press, New York 2001, ISBN 0-306-46638-4 (zusammen mit Alaka Wali).
- Freedom. A Photographic History of the African American Struggle. Phaidon Press, London 2005, ISBN 0-7148-4517-5 (zusammen mit Manning Marable; illustriert durch Sophie Spencer-Wood).

als Herausgeberin
- Let Nobody Turn Us Around. Voices of Resistance, Reform, and Renewal; an African American Anthology. 2. Auflage. Rowman & Littlefield, Lanham, N.Y. 2000, ISBN 0-7425-6056-2 (zusammen mit Manning Marable).
- Gender, Race, Class and Health. Intersectional Approaches. Jossey-Brass Publ., San Francisco 2006, ISBN 0-7879-7663-6  (zusammen mit Amy Schulz).
- New Social Movements in the African Diaspora. Challenging Global Apartheid. Palgrave Macmillan, New York 2009, ISBN 978-0-230-62139-8 (zusammen mit Manning Marable).